# Faux (Dordogne)
Faux település Franciaországban, Dordogne megyében. Lakosainak száma 669 fő (2022. január 1.). Faux Lanquais, Saint-Aubin-de-Lanquais, Monmadalès, Monsac, Montaut és Verdon községekkel határos.

## Népesség
A település népességének változása:
| Lakosok száma | 514  | 617  | 586  | 562  | 604  | 616  | 630  | 644  | 652  | 669  |
|               | 1968 | 1982 | 1990 | 2006 | 2013 | 2015 | 2017 | 2019 | 2020 | 2022 |